# Nicholas Gilman
Nicholas Gilman (Exeter, 1755. augusztus 3. – Philadelphia, 1814. május 2.) az Amerikai Egyesült Államok szenátora (New Hampshire, 1805–1814).